# Bredevoort
Bredevoort (baixo saxão: Brevoort) é uma pequena cidade na municipalidade de Aalten, na província de Guéldria, ao leste dos Países Baixos. Possui o título de "cidade literária" por abrigar muitos livreiros antiquários e livrarias e desde 1818, e uma municipalidade autônoma, quando tornou-se parte de Aalten.
O nome Bredevoort provém da palavra voorde que originalmente significava "passagem" ou "lugar de passagem". Neste caso refere-se a uma passagem larga, uma passagem de areia por uma área pantanosa. Um castelo foi construído ao fim da passagem de areia e mais tarde expandido com uma fortificação, desenvolvendo-se eventualmente em uma cidade reforçada. Isto ainda pode ser visto no bastião em que encontra-se o moinho de vento Prins van Oranje, e em uma parte do canal da cidade em que no verão (últimas sexta-feiras e sábados de agosto e primeira sexta-feira e sábado de setembro) são realizados anualmente passeios de gôndola.

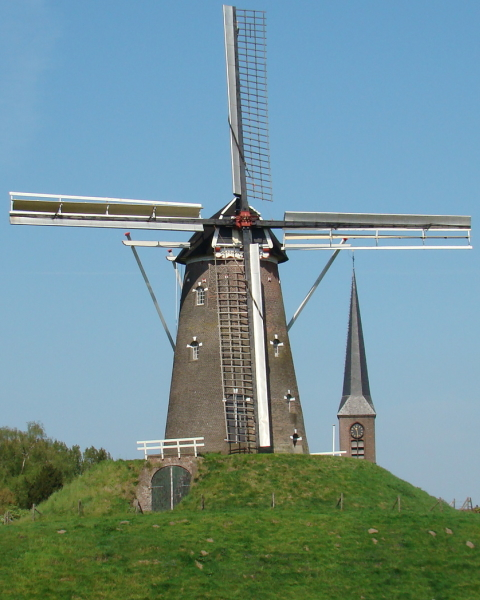
Moinho de vento Prins van Oranje em Bredevoort